# Continente perdido

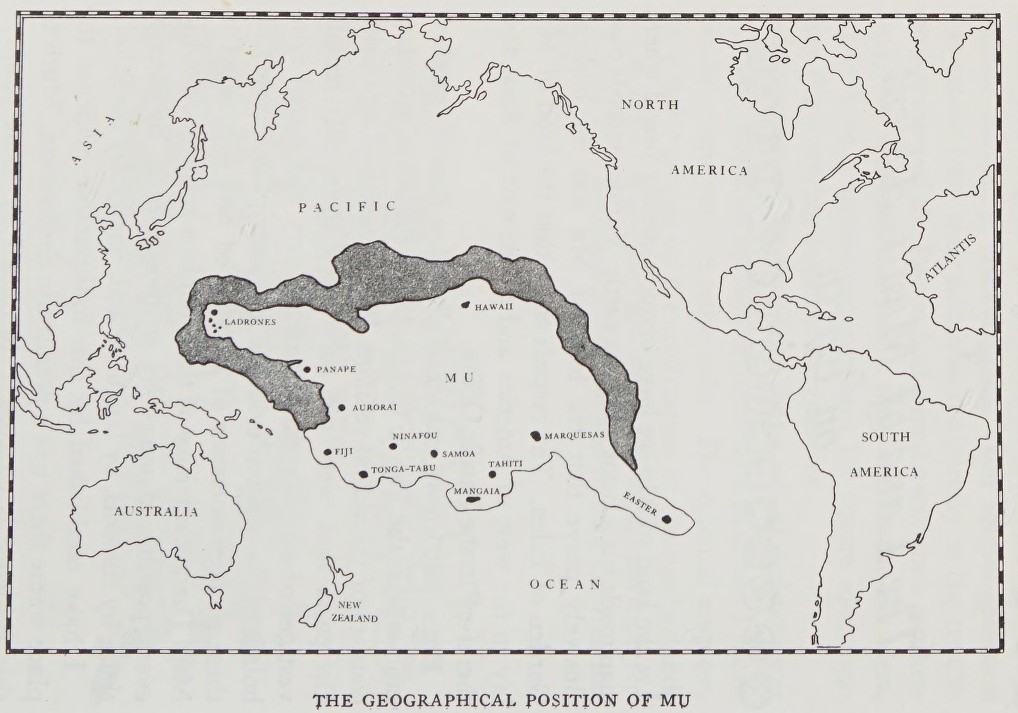
Mapa de Mu por James Churchward

Terras perdidas ou continentes perdidos são ilhas ou continentes que alguns acreditam ter existido durante a pré-história, mas que desapareceram como resultado de fenômenos geológicos catastróficos.
Lendas de terras perdidas frequentemente se originaram como teorias acadêmicas ou científicas, apenas para serem retomadas por escritores e indivíduos fora da academia. Escritores ocultistas e da Nova Era fizeram uso de terras perdidas, assim como povos subalternos. Ilhas fantasmas, em oposição a terras perdidas, são massas de terra que os cartógrafos acreditavam existir na era histórica atual, mas que foram desacreditadas como resultado da expansão do conhecimento geográfico. A classificação de terras perdidas como continentes, ilhas ou outras regiões é, em alguns casos, subjetiva; por exemplo, Atlântida é descrita de várias maneiras como uma "ilha perdida" ou um "continente perdido". Teorias de terras perdidas podem se originar na mitologia ou na filosofia, ou em teorias acadêmicas ou científicas, como teorias catastróficas da geologia.
Com o desenvolvimento do software de simulação de placas tectônicas, novas terras perdidas foram descobertas e confirmadas pela comunidade científica (como a Grande Adria em 2019).

## Terras submersas

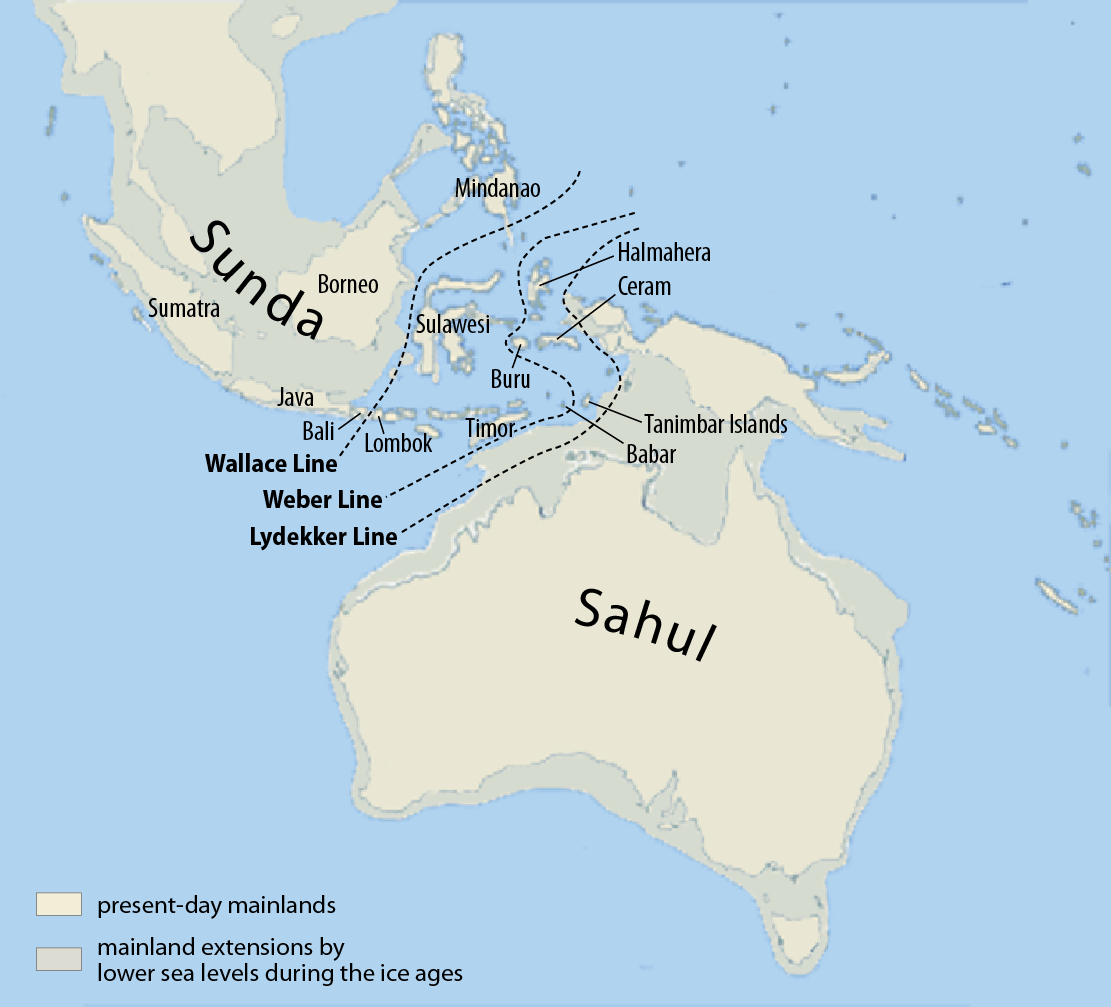
A Plataforma Sahul e a Plataforma Sunda durante o último máximo glacial e hoje. A área entre elas é chamada de "Wallacea".

Mapa mostrando a extensão hipotética de Doggerland, c. 8.000 a.C.

Embora a existência de continentes perdidos no sentido acima seja mítica (além da Zelândia e da Grande Adria), havia muitos lugares na Terra que antes eram terra firme, mas submergiram após a era glacial por volta de 10.000 a.C. devido à elevação do nível do mar, e possivelmente foram a base para os mitos de inundação do Neolítico e da Idade do Bronze. Alguns foram perdidos devido à erosão costeira ou erupções vulcânicas. Segue uma lista (incompleta):
- Uma grande ilha no Mar Mediterrâneo, da qual Malta é a única parte que não está submersa.
- Balkanatolia, uma terra submersa no Mar Mediterrâneo .
- Beríngia, conectando a Ásia e a América do Norte.
- Doggerland, o leito do Mar do Norte, que outrora ligava a Grã-Bretanha à Europa Continental antes de ser inundado pela elevação do nível do mar durante o Holoceno
- Ferdinandea, uma ilha vulcânica submersa no Mar Mediterrâneo que apareceu pelo menos quatro vezes no passado.
- Planalto de Kerguelen, um microcontinente parcialmente submerso, do qual parte, as Ilhas Kerguelen, não está mais submersa. Outras partes estão agora 1–2 kilometres (0,62–1,24 mi) abaixo do nível do mar.
- Maui Nui, antigamente uma grande ilha do arquipélago do Havaí ; várias ilhas principais representam terras altas residuais de Maui Nui.
- Sondalândia, a plataforma de Sonda agora submersa.
- Os bancos Viking-Bergen são colinas submersas no Mar do Norte que formaram a Ilha Viking-Bergen durante o Último Período Glacial e possivelmente o ponto mais ao norte de Doggerland.

### Continentes perdidos
- Grande Adria, um continente que conecta a Itália e o Norte da África.
- Zelândia, um continente cientificamente aceito que agora está 94% submerso no Oceano Pacífico, circundando as áreas da Nova Zelândia e Nova Caledônia .

## Terras mitológicas
- Agartha, na Terra Oca.

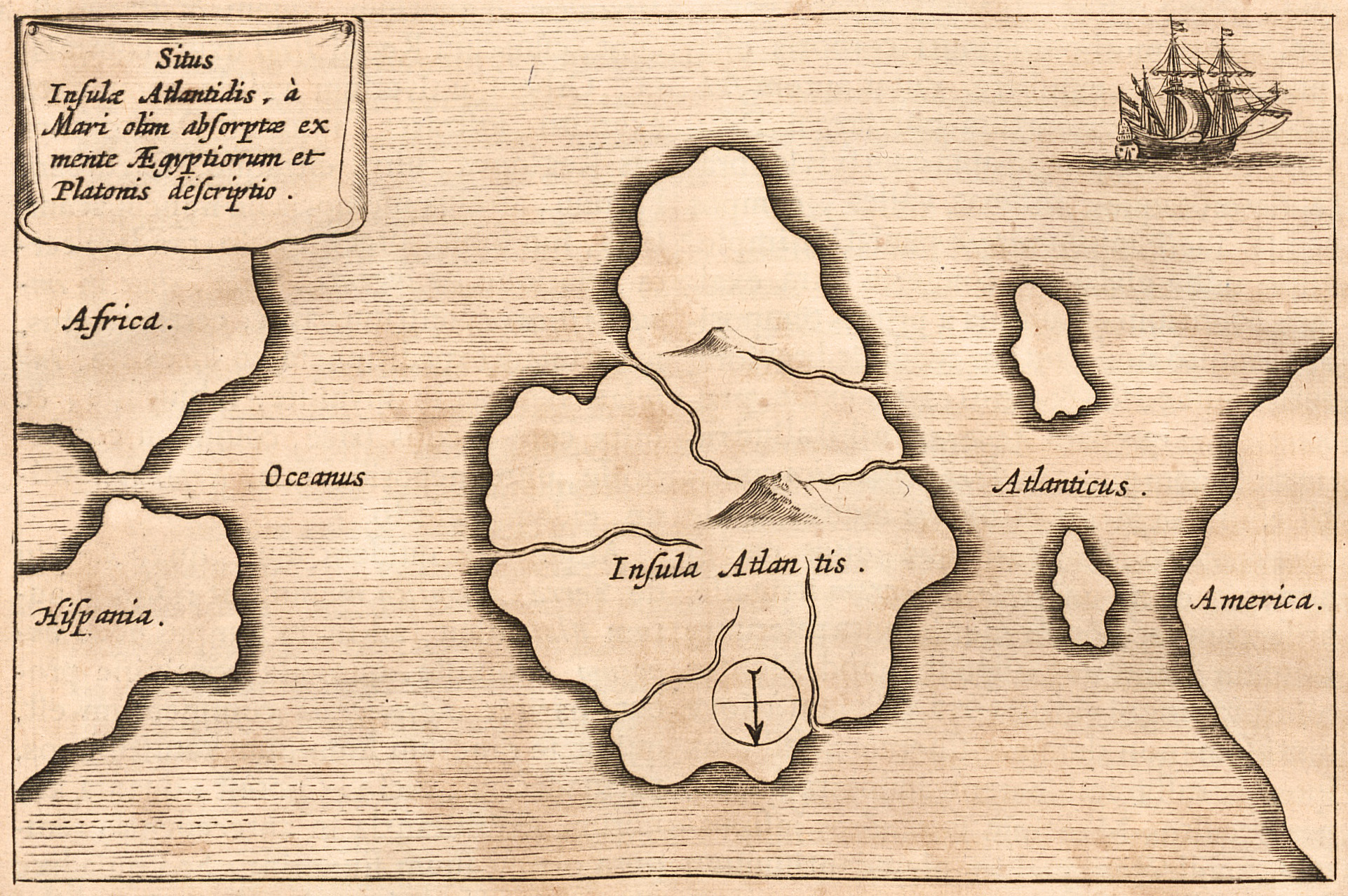
A Atlântida de Platão descrita em Timeu e Crítias

- Atlântida, o paraíso utópico de Platão.
- Avalon, a mítica terra ou ilha perdida nas lendas arturianas, da Cornualha e galesas .
- Buyan, uma ilha com a capacidade de aparecer e desaparecer na mitologia eslava.
- Cantre'r Gwaelod, na lenda galesa, o antigo reino submerso que supostamente ocupava uma área de terra fértil entre a Ilha Ramsey e a Ilha Bardsey, no que hoje é a Baía de Cardigan, a oeste do País de Gales .
- Dvārakā a cidade submersa do Senhor Krishna
- Iram dos Pilares, uma referência a uma cidade, país ou área perdida mencionada no Alcorão.
- Jomsburgo e Vineta, cidades lendárias na costa sul do Mar Báltico, supostamente submersas na Idade Média.
- Kitej, uma lendária cidade subaquática localizada na Rússia, povoada por pessoas espirituais.
- Kumari Kandam, um continente perdido mítico com uma antiga civilização tâmil no Oceano Índico
- Lemúria, um continente perdido mítico no Oceano Índico ou Pacífico .
- As lendas galesas sobre as formações rochosas locais escondem o palácio do príncipe Helig ap Glanawg, considerado parte de um reino submerso maior perto de Penmaenmawr, no País de Gales .
- Lyonesse na literatura arturiana: era o lar de Tristão e geralmente é associada às Ilhas de Scilly, Cornualha (uma área inundada pelo mar por volta de 2500 a.C.). O conto é paralelo às lendárias terras perdidas galesas e, particularmente, bretãs.
- Mu, um continente perdido mítico no Oceano Pacífico
- Shangri-La, um vale fictício no Tibete, cuja ideia pode ter sido inspirada no mito de Sambala
- Quivira e Cibola, também conhecidas como as Sete Cidades de Ouro, foram suspeitas pelos Conquistadores em algum lugar da América.
- El Dorado, a mítica cidade do ouro.
- Ys, uma cidade mítica submersa na Bretanha, semelhante a outras terras perdidas celtas na tradição galesa e córnica. A maioria das versões da lenda situa a cidade na Baía de Douarnenez .